# A5 (Letònia)
L'A5 és una carretera nacional de Letònia, que forma part del cinturó al voltant de Riga, connectant Salaspils i Babīte. També se l'anomena el bypass de Riga. La carretera forma part de les rutes europees E67 i E77 i de la xarxa TEN-T letona. Té una longitud de 41 kilòmetres. Actualment l'A5 té 1+1 carrils fins a l'intercanvi amb l'A9 que es converteix en 2x2 fins a Babīte.
Gran part del trànsit de l'A5 està format per camions. L'A5 travessa el riu Daugava al Riga HES, i la part de l'A5 a HES va ser reconstruïda el 2010/2011. Una altra part de l'A5 entre l'A8 i l'A9 va ser reconstruïda el 2011. Hi ha plans per a construir un nou pont sobre el Daugava oposat al final de l'A4 (part del cinturó de Riga a l'altre costat del riu), en un futur proper. El límit actual de velocitat és de 90 km/h. La mitjana AADT de l'A5 el 2014 va ser d'11.177 cotxes per dia.

## Cruïlles
| # | Nom carretera | Location   |
| - | ------------- | ---------- |
| 1 | P85           | Ķekava     |
| 2 | P90           | Ķekava     |
| 3 | A7            | Ķekava     |
| 4 | A8            | Stūnīši    |
| 5 | P132          | Jaunmārupe |
| 6 | A9            | Brīvklani  |
| 7 | A10           | Pinķi      |

## Principals ciutats
- Salaspils
- Ķekava
- Mārupe
- Pinķi
- Rīga

## Galeria

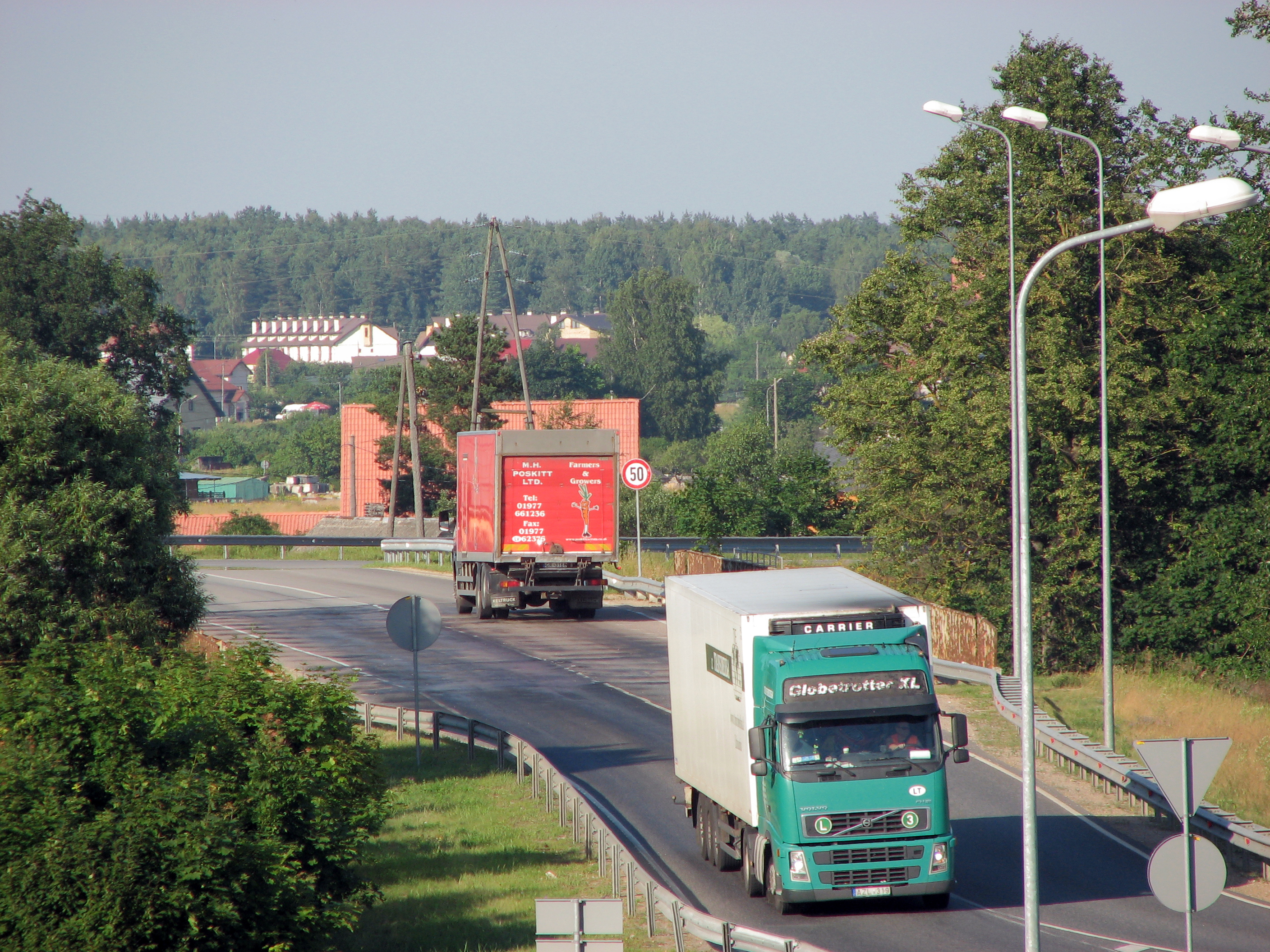
A5 prop de Salaspils el 2010.
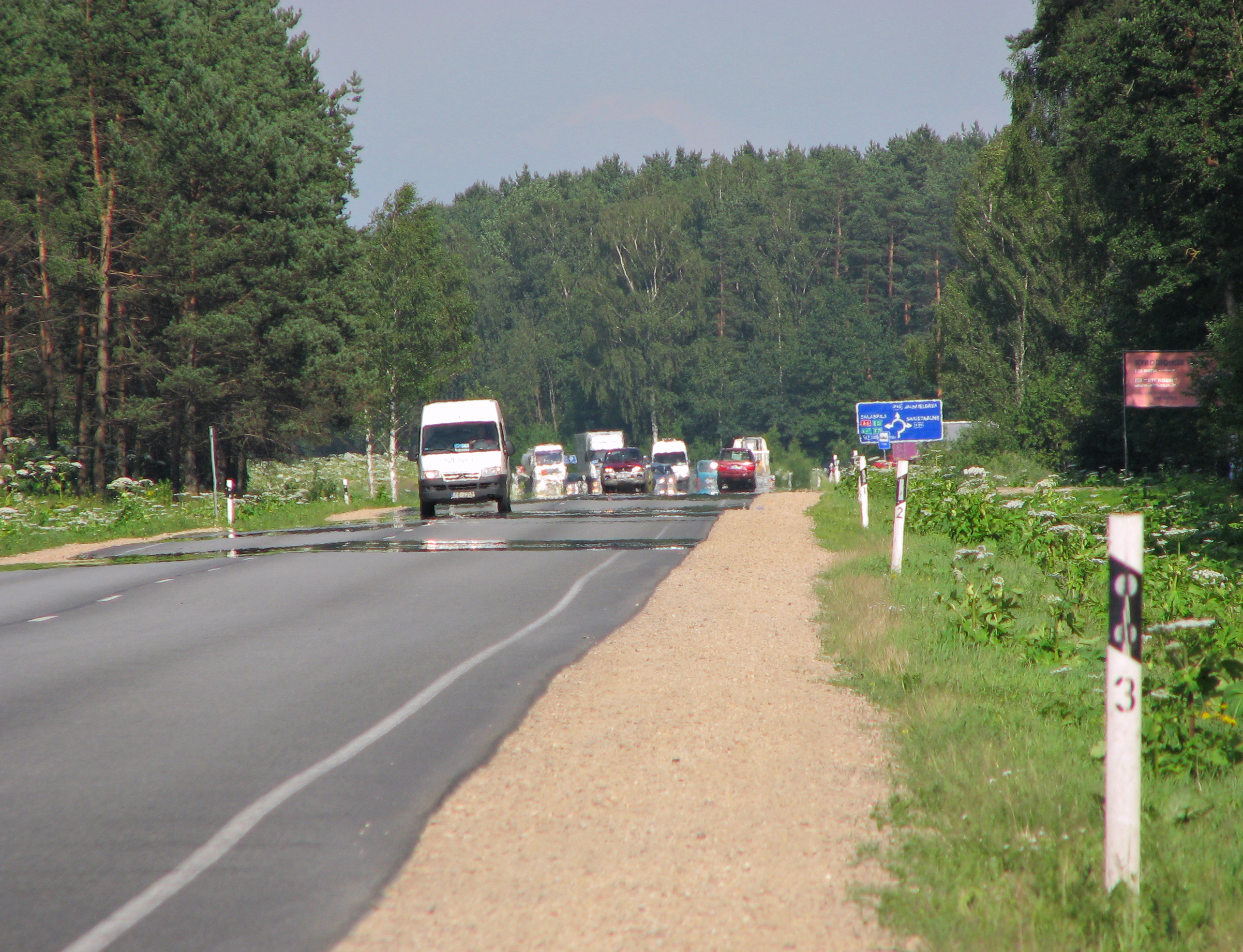
A5 prop de Ķekava el 2010.
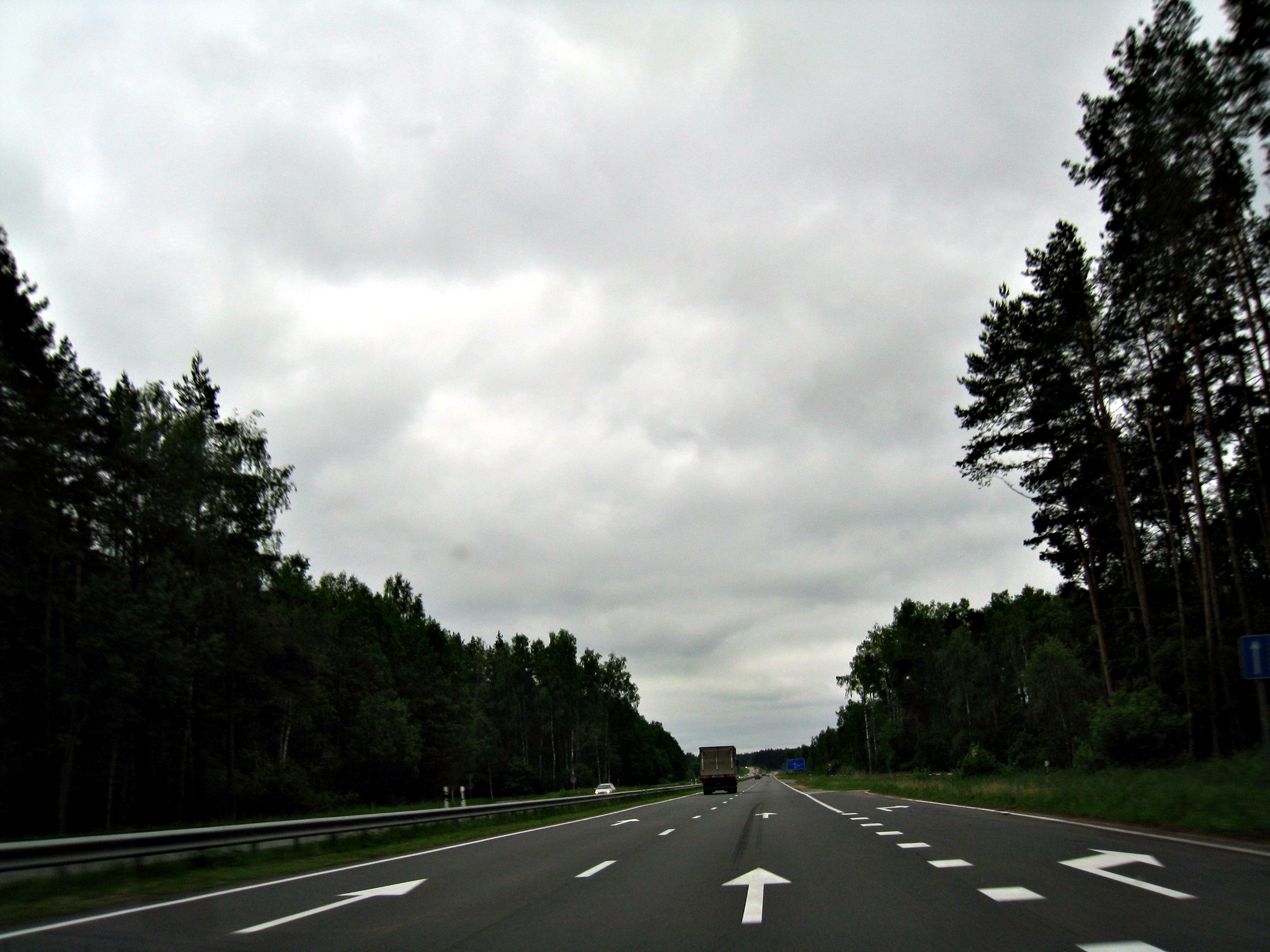
A5 prop de Pinķi el 2010.
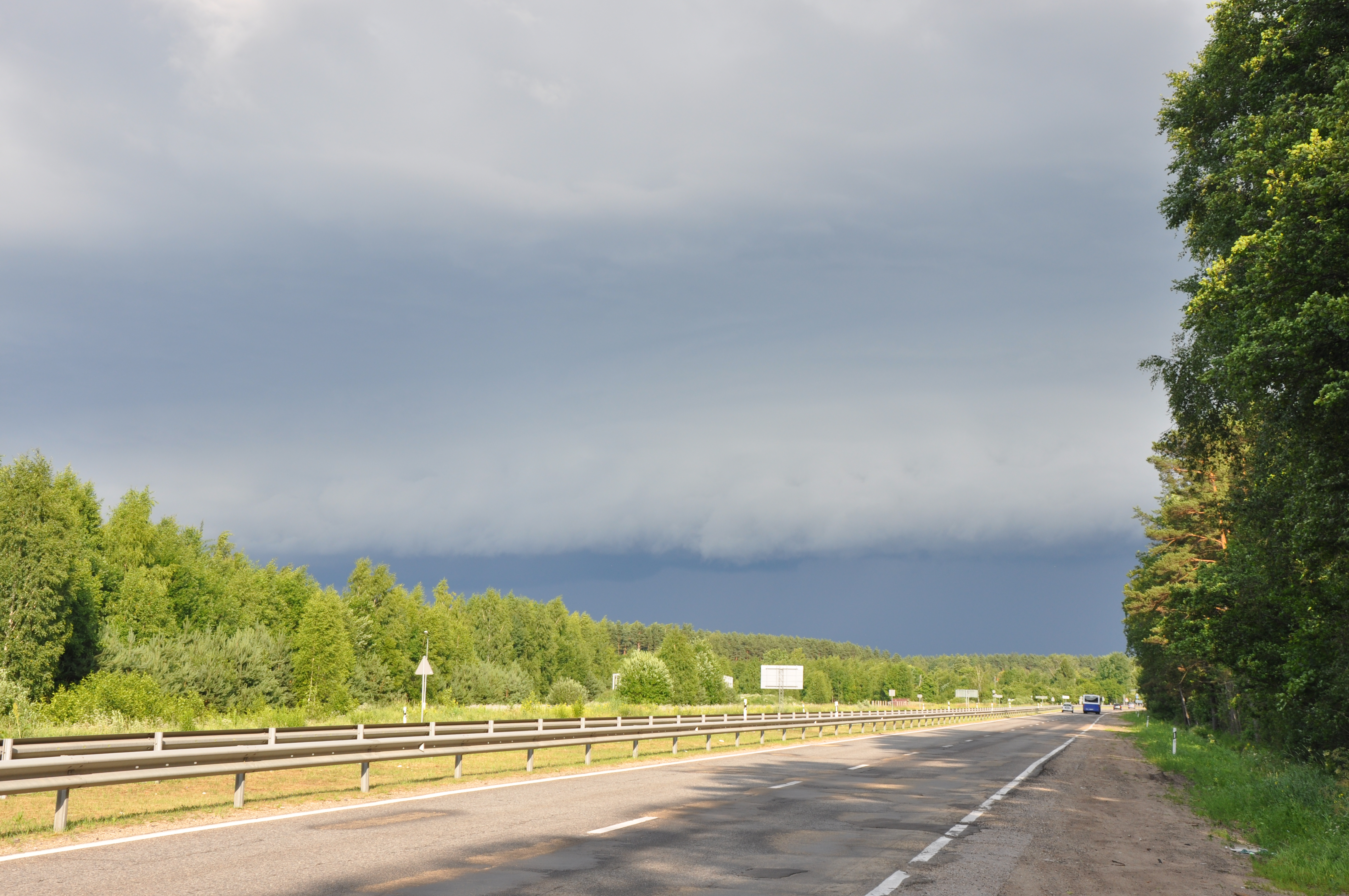
A5 prop de Babīte el 2011.
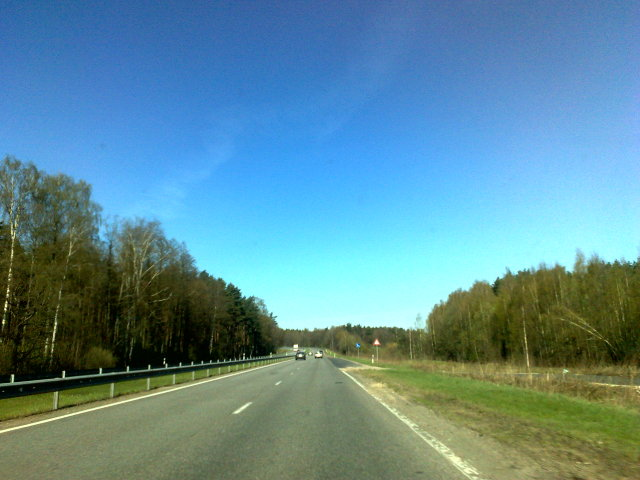
A5 prop de Babīte el 2010.